# هگزافلوئوروفسفات نقره
هگزافلوئوروفسفات نقره (به انگلیسی: Silver hexafluorophosphate) با فرمول شیمیایی AgPF۶ یک ترکیب شیمیایی با شناسه پاب‌کم ۱۶۸۴۶۴ است. که جرم مولی آن ۲۵۲٫۸۳ g/mol می‌باشد. شکل ظاهری این ترکیب، پودر سفید است.